# Kanton Rijsel-West
Rijsel-West (Frans: Lille-Ouest) is een voormalig kanton van het Franse Noorderdepartement. Het kanton maakte deel uit van het arrondissement Rijsel. In 2015 is dit kanton  opgegaan in de nieuw gevormde kantons: kanton Rijsel-1 en het kanton Lambersart.

## Gemeenten
Het kanton Rijsel-West omvatte de volgende gemeenten:
- Lambersart (Landbertsrode)
- Marquette-lez-Lille (Market(t)e)
- Rijsel (deels, hoofdplaats)
- Saint-André-lez-Lille (Sint-Andries)
- Wambrechies (Wemmersijs)